# レアル
レアル (real) は、ブラジル連邦共和国の現在の通貨である。国際通貨コード（ISO 4217）はBRLである。
補助通貨単位として1/100レアルに等しいセンターボ (centavo) がある。
すべてブラジル中央銀行 (Banco Central do Brasil) によって発行されている。

## 名称・記号
ブラジルポルトガル語では real は、/he.ˈaw/（ヘアウ）と発音をする。
通貨名称としての「レアル」の複数形は伝統的にはレイス (réis) だが、現在のブラジルでは、「王」の意味の複数形と同様に「2ヘアイス (reais)」などと呼ぶのが一般的である（ただしブラジル国内では、複数ではないのに1ヘアイスと複数形を使う、また逆に複数なのに2ヘアウや3ヘアウなどと単数系を使う人も少数いる）。
略記は“R$”および“BRL”であるが、個人商店やスーパーマーケットの商品の値札では省略して単に「$」と記すこともある。この「$」記号はシフラン (Cifrão) と呼ばれ、縦線は2本と定められている。

## 歴史

### 旧レアル

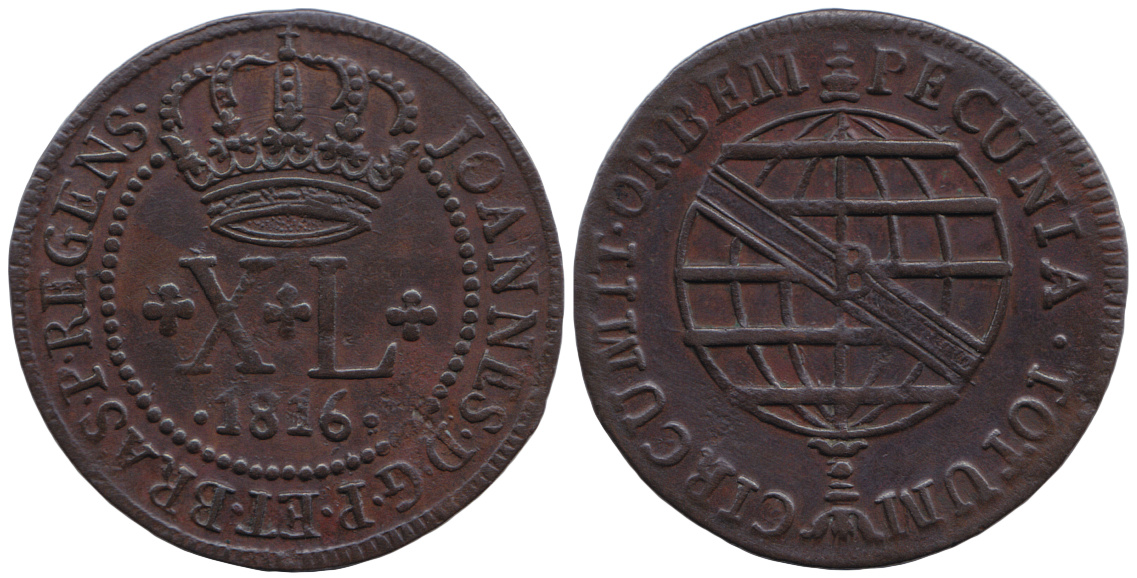
1816年40レアル

もともと「レアル」という名称はポルトガルの開拓者によって使用されていたが、1654年にオランダ人がブラジル北部で「レアル（real）」という通貨名で紙幣を発行し流通させたのを起源とする。その後、19世紀初頭より特にスペイン系の中南米諸国で広く使われるようにもなる。
まだポルトガル植民地だった1790年、ブラジルに独自通貨ブラジル・レアル（旧レアル）が導入され、1822年の独立後も使われ続けた。旧レアルの複数形はレイス (réis) であり、しばしばこの名でも言及される。また、1000レアル（1000レイス）にはミルレイス (mil-réis) という特別の呼び名があった。
記号は「Rs」で前置し、桁区切り記号として1000の位に「$」（縦棒が2本のシフラン）、100万の位に「:」（コロン）が使われた。つまり、たとえば1234万5678レアルは「Rs 12:345$678」と書く（この種の記法は現行のレアルでは行わない）。

### デノミネーション
1942年にクルゼイロ (cruzeiro) に通貨を変更してからは、インフレーションへの対処のために、高い交換レートのデノミネーションを繰り返している（括弧内はデノミ率）。
- 1942年 レアル（レイス）からクルゼイロに (1/1000)
- 1967年 クルゼイロを新クルゼイロに (1/1000)
- 1970年 新クルゼイロをクルゼイロに (1/1)
- 1986年 クルゼイロをクルザード（Cz$）に (1/1000)
- 1989年 クルザードをクルザード・ノヴォ（新クルザード）に (1/1000)
- 1990年 クルザード・ノヴォをクルゼイロ（Cr$）に (1/1)
- 1993年 クルゼイロをクルゼイロ・レアル（CR$）に (1/1000)
- 1994年 クルゼイロ・レアルをレアル（R$）に (1/2750)

結局、1942年から1994年の52年間で、1000 × 1000 × 1000 × 1000 × 1000 × 2750 = 275京分の1のデノミネーションを行ったことになる。比較的最近の1986年から1994年の8年間だけでも、2.75兆分の1のデノミネーションになっている。

#### 記号の符号位置
| 記号 | Unicode | JIS X 0213 | 文字参照         | 名称           |
| ---- | ------- | ---------- | ---------------- | -------------- |
| ₢    | U+20A2  | -          | &#x20A2; &#8354; | クルゼイロ記号 |

### 新レアル
新レアル（現行のブラジル・レアル）は、ハイパーインフレーションへの対策の一環として、イタマール・フランコ政権下（当時の財務大臣フェルナンド・エンリケ・カルドーゾ主導）による「レアル・プラン」により1994年7月1日に導入された。
当時のブラジルではクルゼイロ・レアル紙幣をリサイクルする技術がなかったため、回収後は全て処分された。
1990年から1994年9月までは、対米ドルと独立して変動していたが、1994年10月からは管理変動相場制となった。1994年のデノミネーションでは、2750クルゼイロ・レアルを1レアルに換算した。この半端なレートは当時の対米ドルレートにより決定され、これにより管理相場スタート時点のレートは1レアル=1米ドルとなった。しかし、1998年11月から始まったレアルの大幅下落とIMFからの415億ドルの支援受入れ、1999年1月には管理相場を維持できなくなり、完全な変動相場制に再移行した。

### 新通貨導入構想
アルゼンチンとの共通通貨導入は長年議論されており、2019年には新通貨『レアル・ペソ』を創設することで両国首脳が合意したものの、ブラジル中央銀行が慎重姿勢を保ち実現しなかった。2023年にはまた別の共通通貨導入で両国首脳が協議を再開する見込みと報じられている。

## 貨幣
紙幣は、1・2・5・10・20・50・100・200レアルの7種類が流通している（このうち2レアル、20レアル及び200レアルの各紙幣は導入当初には存在せず、後に追加発行された）。デザインは表はほぼ同じで、裏には主にアマゾンに生息する動物の肖像画が描きこまれている。また、偽造防止のため100レアル・200レアル紙幣は発行当時から市場流通量が極めて少なく、一般に目にする機会はほとんどない。
硬貨は古い硬貨と新しい硬貨があり、どちらも1・5・10・25・50センターボと1レアルの6種類がある。ただし古い1レアル硬貨は、2003年12月23日に無効になった。また1センターボ硬貨は現在では製造されていない。
また、2000年にはペドロ・アルヴァレス・カブラルによるブラジル発見500周年を記念に10レアルのポリマー幣が発行・流通された。表にはカブラルを描き、裏にはブラジルに居住する様々な人種が描き込まれている。
デザインには何度かマイナーチェンジしており、2006年現在の最新版は1レアル紙幣のみ左上を国名にし、銀行名を左下に移した。

## 為替レート
対ドル